# 萌え擬人化

ウィキペディアを萌え擬人化したウィキペたん。

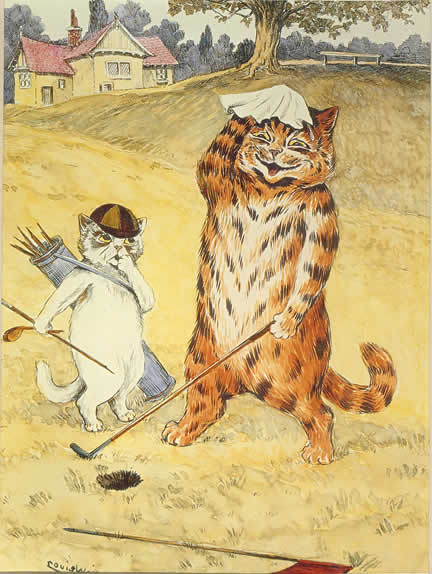
ルイス・ウェイン画。本来の擬人化。猫が猫の姿のままで人間のようにゴルフをしている。

萌え擬人化（もえぎじんか）は、現代の日本の漫画・アニメ・ゲームなどにおいて人間以外の生物や無生物を人間（の姿）に見立てて萌えと結びつける概念、及びそうした創作物のこと。

## 概要
生物・無生物を人間に近い姿に擬したイラストを描く際に、“萌え属性”を追加したもの。一般的に美少女（幼女含む）・美女化が多く見られるが、漫画『Axis powers ヘタリア』の様にイケメン化している作品も存在する。「擬人化」自体は古来から存在するが、「萌え擬人化」が「ムーブメント」として確立したのは2003年と考えられている。
本来の擬人化はもとのものに人間の特徴（会話機能など）を加える事だが、日本のサブカルチャーにおける擬人化の場合バニーガールや人魚などの様な“該当する事物のイメージを反映した人間”として描かれる事も多い。もとの事物の特徴を殆ど外見に反映していないものも存在するが、その場合はキャラクターの性格や人間関係などにモチーフの特徴が反映される。
ただし服を着ているキャラがもとの場合は、それと同じ服を着用（コスプレ）した人間として描かれる事が多い。
GIGABYTE社の「ギガバイ子」（2003年）や、Windows7の「窓辺ななみ」（2009年）など、萌え擬人化なのか、イメージキャラクターなのか曖昧な例も多い。

## 歴史
2003年、ゲーム会社「アルケミスト」のホームページに掲載された漫画『びんちょうタン』が人気を集め、翌2004年には日本オタク大賞において大賞を受賞。京都国際マンガミュージアム研究員の伊藤遊は、この作品を「新たな擬人化」（萌え擬人化）ブームの発端としている。このムーブメントにおける擬人化は、「これまでは動物や物の原形を残したが、最近は形をとどめず人そのもの」「モデルとしている物の形を残さず、完全に人間化しているのが特徴」という。
2005年には、国家を擬人化したちまきingのweb漫画『あふがにすタン』の単行本が発売され、また同年には『エヴァンゲリオン』の使徒を擬人化した『使徒XX』発売されるなど、『びんちょうタン』のヒット以後、萌え擬人化作品が市場に多数現れることになる。
また、硬派なシリーズを萌え擬人化した派生作品も製作された。2005年、OVA『戦闘妖精雪風』（2003年）に登場した戦闘機を萌え擬人化した『戦闘妖精少女 たすけて! メイヴちゃん』が発売、2007年、大戦略シリーズの派生として兵器を萌え擬人化したパソコンゲーム『萌え萌え2次大戦（略）』が発売。
2013年、軍艦を萌え擬人化したブラウザゲーム『艦隊これくしょん -艦これ-』が運営開始され話題に。2017年には同じく「艦隊萌え擬人化ゲーム」である『アズールレーン』が運営開始している。
2015年、日本の名刀をイケメン擬人化したブラウザゲーム『刀剣乱舞-ONLINE-』が運営開始され、人気に。
2017年、哺乳類・鳥類・爬虫類などを萌え擬人化したアニメ『けものフレンズ』が放送され社会現象となった。
2021年、競走馬を萌え擬人化したスマートフォンゲーム『ウマ娘 プリティーダービー』が運営開始され、ヒットを記録している。

## ネットコミュニティとのかかわり
インターネットにおいては、まだ「萌え」と言う概念の確立しないCGコミュニティの草創期から擬人化ジャンルが存在しており、その題材は猫などの動物、花などの植物、またはコンピュータなどの無生物が中心であった。やはりネコミミが多く、当時の主だった作品としては『CGネットワーカーズ自選作品集Ⅸ 鳥獣戯画』（ソフトバンク、1998年11月）などにまとめられている。当時ならではのものとしては、ネットのCGクリエーターがiMac（1998年発売、1999年より複数のカラーバリエーションを展開）を萌え擬人化した例がある。
2001年11月、2ちゃんねる掲示板のスレッド「IEの中止マークがしいたけに見えて困る」にInternet Explorerの中止ボタンを擬人化したキャラ「しいたけちゃん」が発表された。このキャラがインターネット上で人気を集めて以降、2ちゃんねる掲示板（半角二次元板）やふたば☆ちゃんねる（二次元裏＠ふたば）などの匿名掲示板において、あらゆる物や概念に対する「萌え擬人化」が流行し、個人的な思い付きだけでスレッドを立ててそのまま消えて行ったり、しばしば匿名の者によりアスキーアートが製作されたり、あるいはイラストとしても発表された。2002年3月には2ちゃんねる掲示板の「ケンタッキーのビスケットってうめぇよ」スレッドにおいて「ビスケたん」が発表されている。2003年8月には「ふたば☆ちゃんねる」にて「Windows Me」の萌え擬人化（OSたん）が発表されている。また、2003年より半角二次元板の「陸海空兵器少女造兵廠」スレッドにおいて多数の「兵器萌え擬人化」が発表されている（その中で、後に「メカ娘」として商業展開される一連の作品を制作したのが島田フミカネである）。「朝まで起きてたのに・・・」スレッドで生まれた「コンビーフたん」など、独立したキャラなのか、萌え擬人化なのかは曖昧なキャラもあった。
イラストの形態で匿名掲示板に発表された擬人化キャラは、プロによる作品や、後にプロとして商業デビューすることになる者による作品もあった。後に記名の作品として商業展開されたり、あるいは素人の作品だったとしても、その特徴的な絵柄や、同人イベント「ふたば学園祭」「にじけっと」への参加によって原作者が「公然の秘密」となる場合もあったが、匿名掲示板においてはあくまで「匿名」の者による作品（すなわち「コミュニティ」による作品）として扱われ、匿名のコミュニティ参加者によって多くの二次作品が発表された。掲示板のスレッド自体は数日で削除されてしまうが、「保管庫」と呼ばれるまとめサイトがネタをまとめ、あるいは個人によるニュースサイトが紹介し、それをネットメディアや商業誌が吸い上げた。
ネットを発祥とするこれらの作品は、雑誌『ネットランナー』（ソフトバンク・パブリッシング）などの商業誌でも取り上げられた。ネットで生まれた他のキャラと同様、二次創作がやり放題の事実上の著作権フリーキャラとして利用され、2003年11月にはビスケたんとファイル共有ソフトのWinnyをテーマにした『もっと激しくぶっこぬき Winny娘。featuring ビスケたん』（ソフトバンク・パブリッシング）が発売された。何の脈略もなくビスケたんをWinnyの本に使ったことから、半角二次元板のビスケたんスレッドは荒れた。
萌え擬人化ブームとなった2004年以降は、ネットコミュニティ発のムーブメントに企業が追随する、商業展開が加速した。当時はミニフィギュアブームということもあり、2005年からコナミが島田フミカネの「メカ娘」シリーズを立体化したトレーディングフィギュアを展開するなど、フィギュア化されたものも多い。
『ネットランナー』は2004年8月号より「リカヴィネ」を模した「ネトヴィネ」として毎号萌えミニフィギュアを1体付録に付けていたが、第2弾（9月号）の「ビスケたん」、第3弾（10月号）の「ハバネロたん」（東ハトの菓子『暴君ハバネロ』の擬人化）が「萌え擬人化フィギュア」であった（製作：アオシマ）。ちなみに、第1弾（8月号）のフィギュアは「バーチャルネットアイドル ちゆ12歳」であり、これらのネット発のキャラクターは特に区別なく消費された。半角二次元板で生まれた硬貨の擬人化「硬貨たん」など、匿名作家による「萌え擬人化」キャラはネット掲示板で一時的に流行してそのまま消えてしまったものも多いが、特にビスケたんは商業誌で広く紹介されたことで有名になった。
『ネットランナー』誌による「萌え擬人化キャラ」の商業展開はネットユーザーに非常に好評で、2004年から2005年にかけて秋葉原で行われた雑誌の発売イベントでは、1000個近くの付録フィギュアが店頭に山積みになった。しかし、これらのキャラは「2ちゃんねる」および「ふたば☆ちゃんねる」で生み出されたキャラにもかかわらず、商品化がこれらのコミュニティに断りなく行われていた。
『ネットランナー』誌は、コミュニティの著作物の簒奪に加え、「ぶっこぬき」と称して「大量ダウンロード」を推奨し、サーバーに負荷をかけていたことからも、当時のふたば☆ちゃんねるコミュニティから嫌悪されていた。『ネットランナー』誌は、ふたば☆ちゃんねるから画像のみをダウンロード（「ぶっこぬき」）するソフト「Berry」を配布し、その負荷によりふたば☆ちゃんねるのサーバーがダウンしたため、それに反発した「二次元裏＠ふたば」では、2004年2月より「ネトラン厨はお帰り下さい」というコミュニティの意思を擬人化したキャラ「オコトワリたん」が登場。にもかかわらず、『ネットランナー』2004年5月号において「Meたん」が無断利用されたため、「Meたん」の作者およびコミュニティは激怒した。このような経緯から、「ふたば☆ちゃんねる」の25名以上の匿名作家（としあき）らの協力のもと製作されたOSたんのファンブック『とらぶる・うぃんどうず OSたんファンブック』（宙出版、2005年）では、表紙に「ネットランナー厨房お断り」の但し書きが付いている。やはりミニフィギュアブーム期であるから、本書のふろくとして「OSたんフィギュア」が3体ついている。
なお、『ネットランナー』2005年9月号付録フィギュア「ふぉくす子」（Firefoxの萌え擬人化）の製作者はふたばではなくもえじら組であり、付属のフィギュアはもえじら組プロジェクトのトップのPiroも「このためだけにでも買って損はない」とオススメしている。このように、ネットコミュニティの著作物を勝手に使う『ネットランナー』誌に対して、コミュニティごとに反応はまちまちであった。
2007年10月、pixiv開設。やがてネットのCGコミュニティの中心は「2ちゃんねる」や「ふたば☆ちゃんねる」などの匿名掲示板からpixivやtwitter（現・X）などのSNSに移って行き、製作者も「匿名の不特定多数」から「特定の作者」へと移り変わっていく。また、草創期にはネットコミュニティを中心として盛り上がった「萌え擬人化」ムーブメントは一般化し、2013年にはセガが自社のゲーム機を萌え擬人化したセガ・ハード・ガールズを展開するなど、大手企業が自ら「萌え擬人化」を展開する事例は珍しくもなくなり、企業発のムーブメントにネットコミュニティが追随する例も増えた。一方、匿名掲示板は政治的に過激化して行き、匿名掲示板発の「萌え擬人化」もそれを反映したものとなっていく。

## サブジャンル

### 兵器萌え擬人化
元々「美少女漫画」と言うジャンルの成立当初より、兵器と美少女の親和性は高く、1982年頃よりガンダムと美少女を組み合わせた「MS少女」と言うジャンルが流行している。ただし、当時これはあくまで「モビルスーツの擬人化」ではなく「美少女がモビルスーツのコスプレをしたもの」として扱われていた。
「萌え擬人化」と言うジャンルが成立した2003年頃にはネットコミュニティにおいて既に多数の作品が見られ、2005年頃よりそれらが商業展開された。2006年には兵器萌え擬人化に特化した雑誌『MC☆あくしず』が発刊されている。
更にサブジャンルとして「艦船萌え擬人化」が存在する。詳細は「艦船擬人化」の項目を参照。